# Factoría Carrocería Montaje Valladolid Renault España
Die Factoría Carrocería Montaje Valladolid Renault España S.A. ist eine seit 2001 existierende Tochtergesellschaft des spanischen Automobilherstellers Renault España S.A. Der Unternehmenssitz befindet sich in Valladolid, Spanien. Das Werk ersetzte das bis dahin existierende Joint-Venture-Unternehmen Fabricación de Automóviles S.A. Rund 700 Arbeitnehmer sind in dem Werk beschäftigt.
Das Werksgelände des Montagebetriebes umfasst eine Fläche von 98,4 Hektar, wovon 31,4 Hektar bebaut sind. Die maximale Produktionskapazität wird vom Hersteller auf etwa 520.000 Fahrzeuge pro Produktionsjahr angegeben. In der separaten Abteilung Valladolid Motores wird der Motorenbau betrieben. Diese umfasst zuzüglich zum Montagewerk nochmals eine Fläche von 25,8 Hektar, wovon 14,5 Hektar bebaut sind. Täglich werden hier 5.500 Otto- und Dieselmotoren zusammen mit einer Reihe von Fahrzeugteilen des Antriebsstrangs wie Zylinderköpfe, Kurbelgehäuse und Pleuel hergestellt.
Das Modellprogramm umfasste zunächst nur den vom Vorgängerunternehmen übernommenen Renault Clio, welcher später durch den Renault Modus ersetzt worden war. Des Weiteren fand hier auch von 2012 bis Mitte 2019 die Massenproduktion des Renault Twizy statt. Diese wurde Mitte 2019 in das südkoreanische Renault-Samsung-Werk in Busan verlegt.

## Modellübersicht

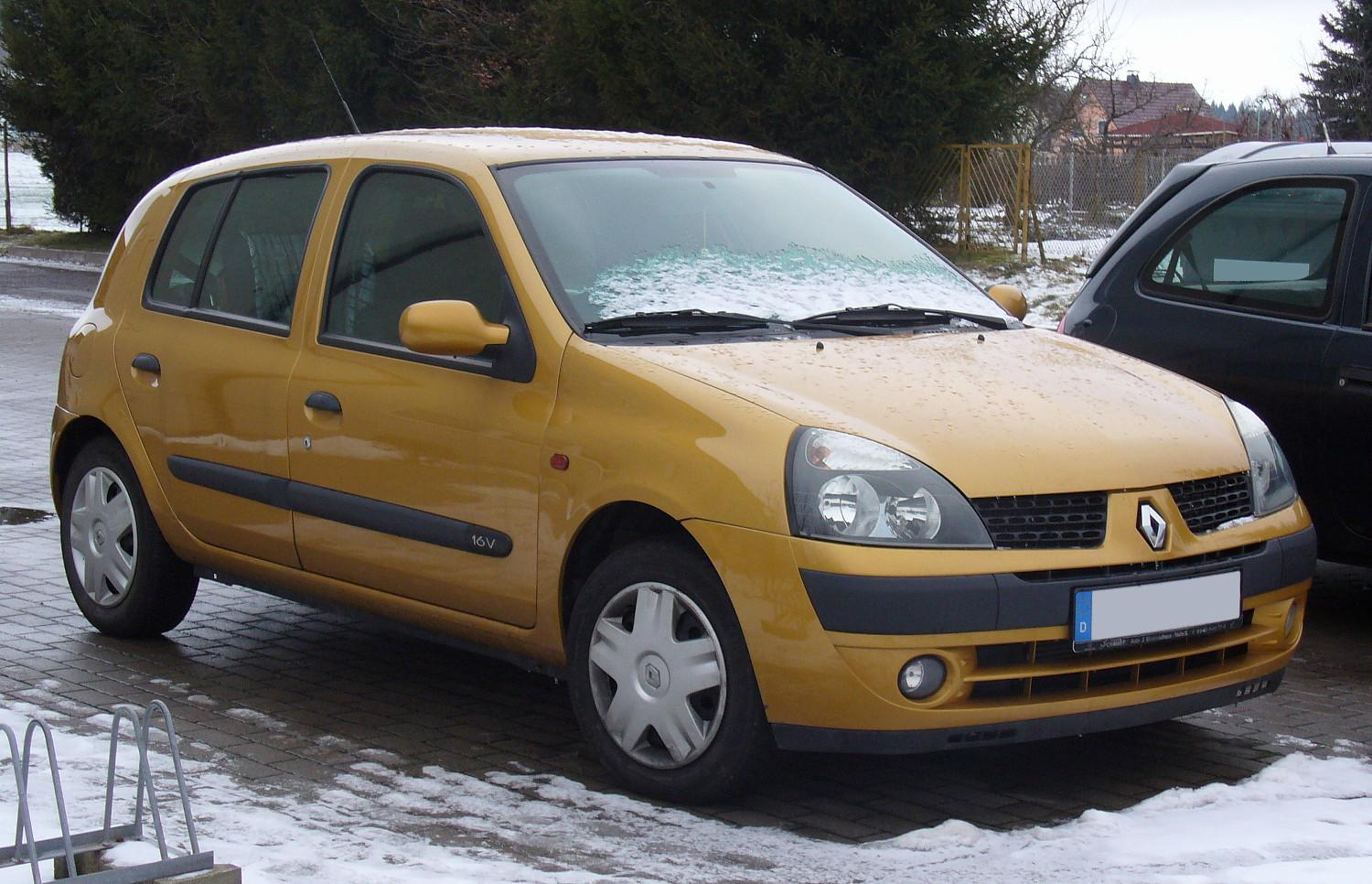
Renault Clio 1998 bis 2004
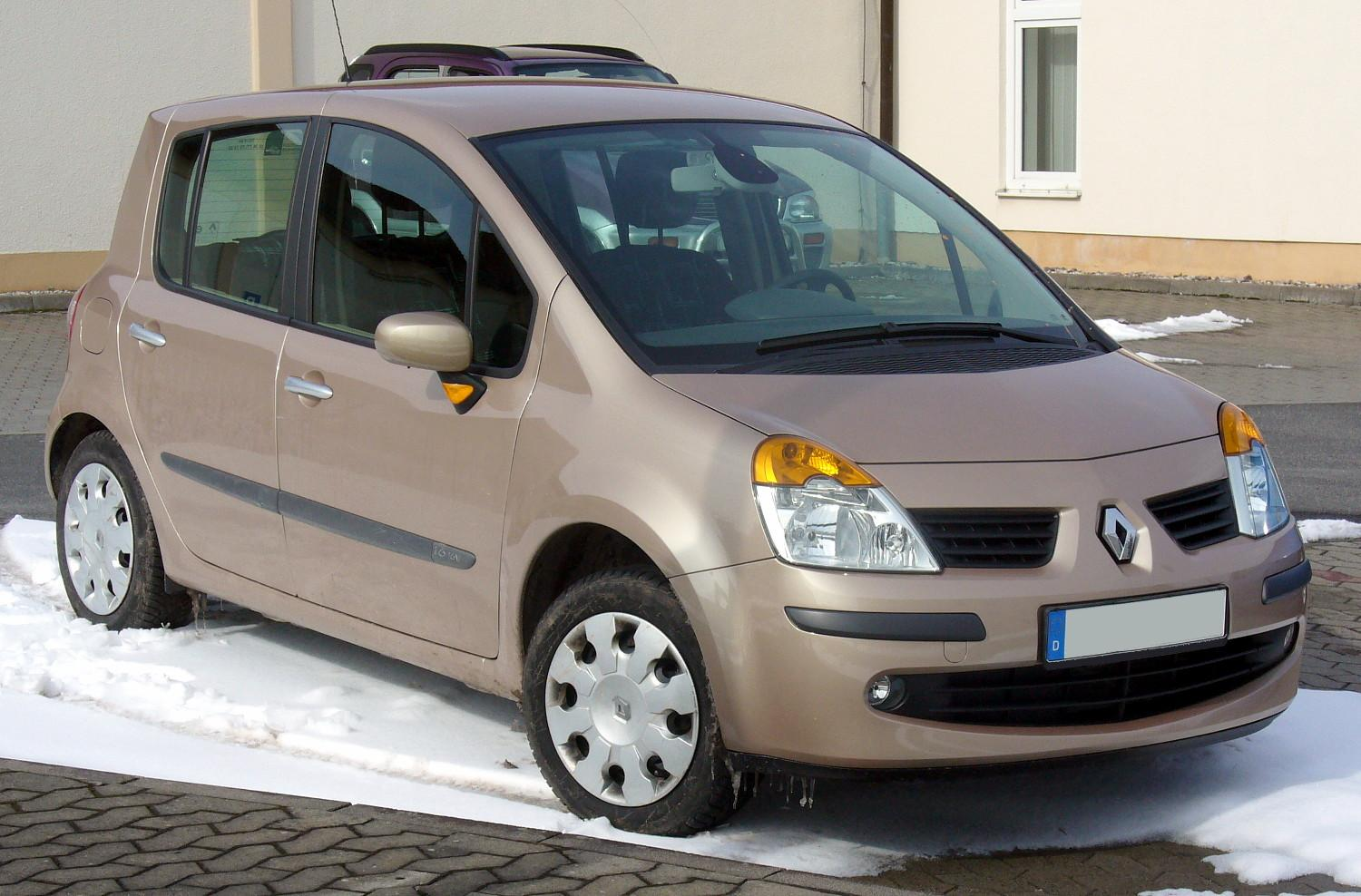
Renault Modus seit 2004 bis 2013
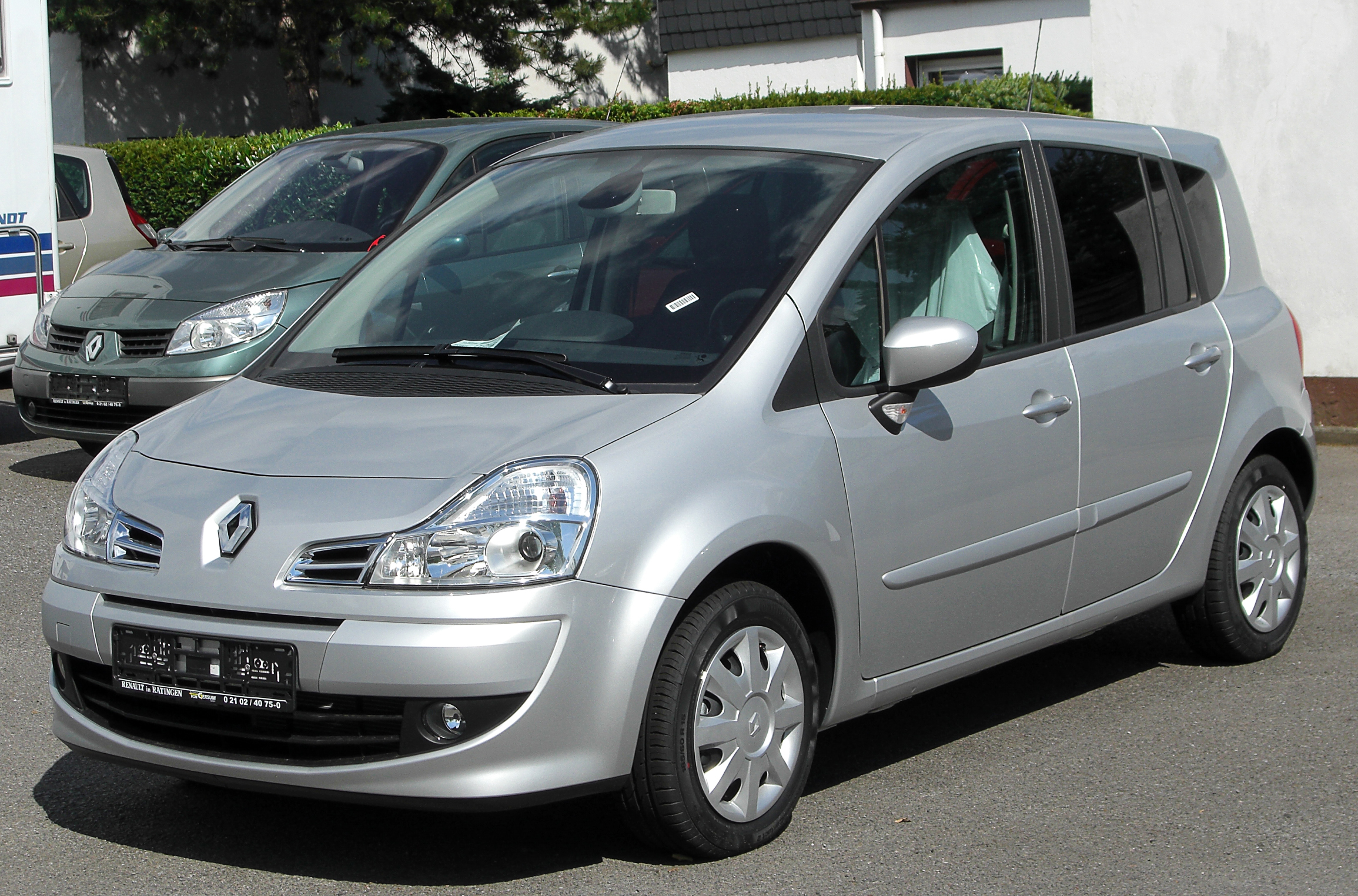
Renault Grand Modus seit 2008 bis 2012
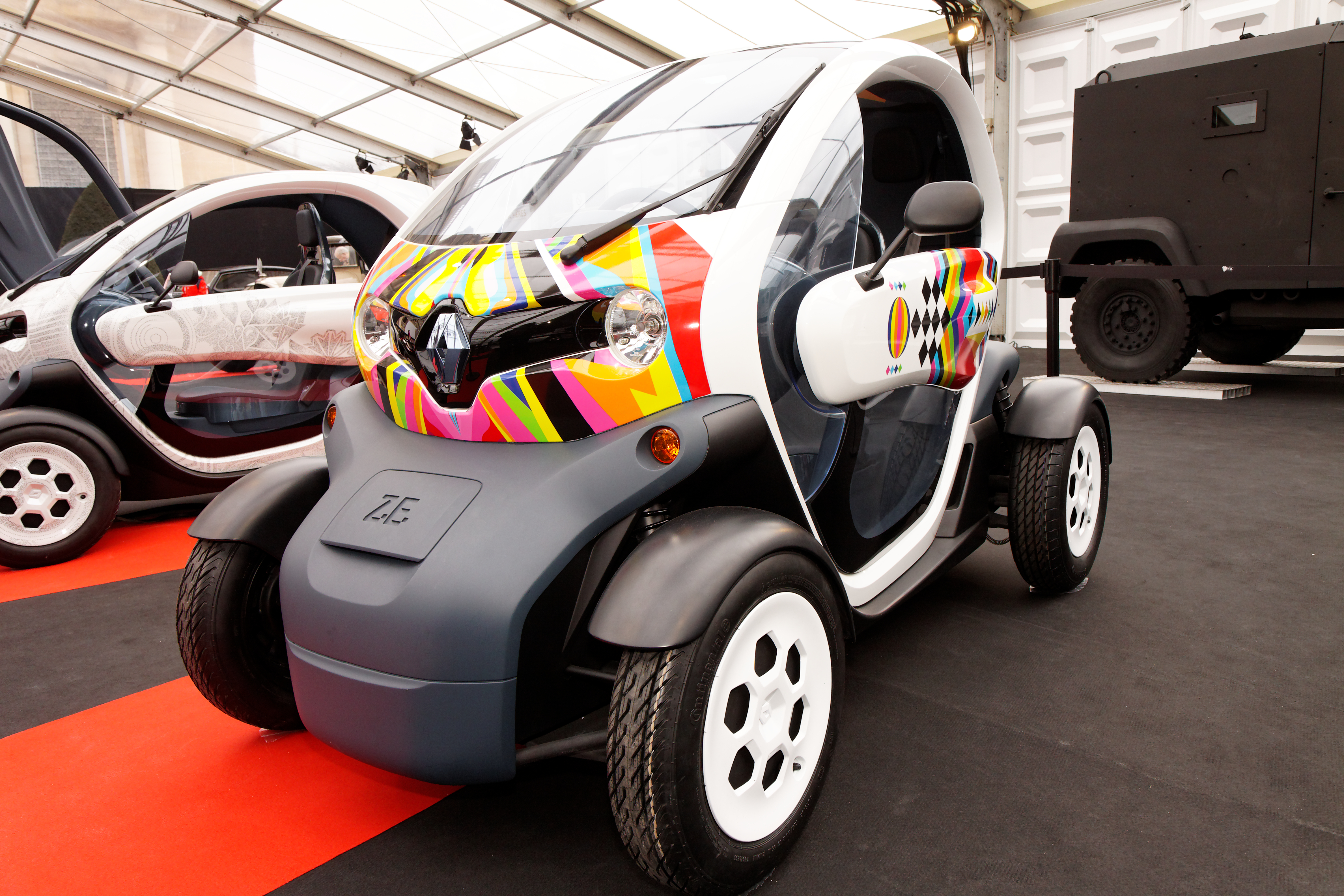
Renault Twizy 2012 bis 2019
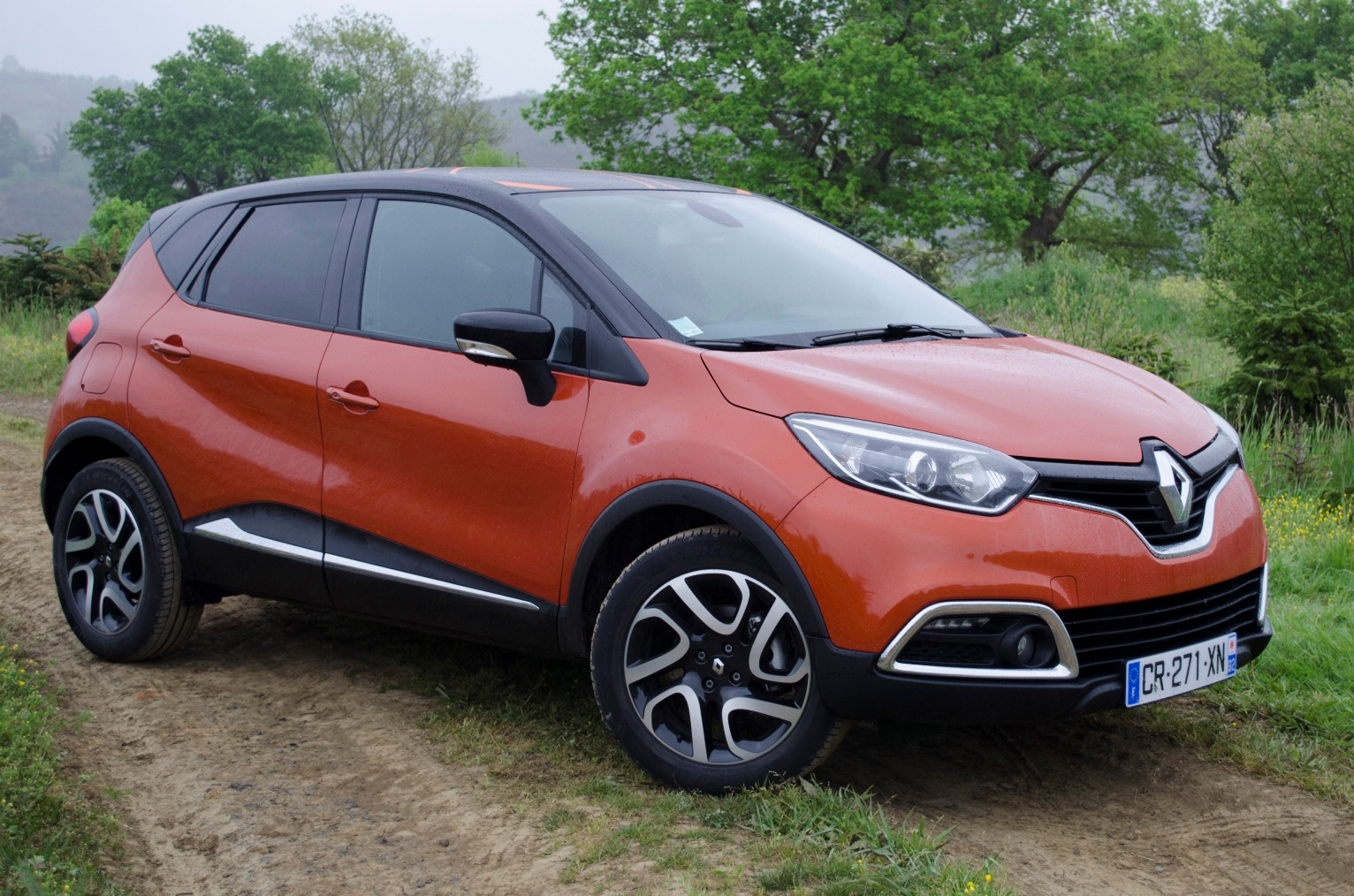
Renault Captur seit 2013